# Adição de matrizes
Em matemática a adição de matrizes é uma operação que produz a soma de duas matrizes. Duas operações distintas são definidas como a soma de matrizes: a soma termo a termo e a soma direta.

## Definição

### Soma termo a termo
A adição usual de duas matrizes é definida quando elas possuem as mesmas dimensões: a soma de duas matrizes A e B de ordem {\displaystyle m\times n,} denotada por A + B, é também uma matriz m por n, cujos termos são a soma dos termos correspondentes das matrizes A e B. Se o termo situado na interseção da linha i com a coluna j da matriz M for denotado por Mij, então a soma das matrizes A e B pode ser definida pela fórmula
{\displaystyle (A+B)_{ij}=A_{ij}+B_{ij},} para cada i de 1 a m e cada  j de 1 a n.

### Soma direta
Outra operação, que é usada com menos frequência, é a soma direta (denotada por ⊕). A soma direta de qualquer par de matrizes A de ordem m × n e B de ordem p × q é uma matriz de ordem (m + p) × (n + q) definida como
{\displaystyle A\oplus B={\begin{bmatrix}A&0\\0&B\end{bmatrix}}={\begin{bmatrix}A_{11}&\cdots &A_{1n}&0&\cdots &0\\\vdots &\cdots &\vdots &\vdots &\cdots &\vdots \\A_{m1}&\cdots &A_{mn}&0&\cdots &0\\0&\cdots &0&B_{11}&\cdots &B_{1q}\\\vdots &\cdots &\vdots &\vdots &\cdots &\vdots \\0&\cdots &0&B_{p1}&\cdots &B_{pq}\end{bmatrix}}}
A soma direta de matrizes é um tipo especial de matriz por blocos, em particular a soma direta de matrizes quadradas é uma matriz diagonal por blocos.
A matriz de adjacência da união de dois grafos ou multigrafos disjuntos é a soma direta de suas matrizes de adjacência. Qualquer elemento da soma direta de dois espaços vetoriais de matrizes pode ser representado como uma soma direta de duas matrizes.
Em geral, a soma direta de n matrizes é:
{\displaystyle \bigoplus _{i=1}^{n}A_{i}={\mbox{diag}}(A_{1},A_{2},A_{3},\ldots ,A_{n})={\begin{bmatrix}{\begin{matrix}A_{1}&\\&A_{2}\end{matrix}}&0\\0&{\begin{matrix}\ddots &\\&A_{n}\end{matrix}}\end{bmatrix}}.}

## Exemplos

### Soma termo a termo
Considere as matrizes
{\displaystyle A={\begin{bmatrix}1&3\\1&0\\1&2\end{bmatrix}}} e {\displaystyle B={\begin{bmatrix}0&0\\7&5\\2&1\end{bmatrix}}.}
Sua soma é obtida da seguinte maneira:
{\displaystyle A+B={\begin{bmatrix}1&3\\1&0\\1&2\end{bmatrix}}+{\begin{bmatrix}0&0\\7&5\\2&1\end{bmatrix}}={\begin{bmatrix}1+0&3+0\\1+7&0+5\\1+2&2+1\end{bmatrix}}={\begin{bmatrix}1&3\\8&5\\3&3\end{bmatrix}}.}

### Soma direta
A soma direta das matrizes {\displaystyle A={\begin{bmatrix}1&3&2\\2&3&1\end{bmatrix}}} e {\displaystyle B={\begin{bmatrix}1&6\\0&1\end{bmatrix}}} é:
{\displaystyle A\oplus B={\begin{bmatrix}1&3&2\\2&3&1\end{bmatrix}}\oplus {\begin{bmatrix}1&6\\0&1\end{bmatrix}}={\begin{bmatrix}1&3&2&0&0\\2&3&1&0&0\\0&0&0&1&6\\0&0&0&0&1\end{bmatrix}}.}